# Masleanka, Mlîniv
Masleanka (în ucraineană Маслянка) este un sat în comuna Mali Dorohostaii din raionul Mlîniv, regiunea Rivne, Ucraina.

## Demografie
Componența lingvistică a localității Masleanka
     Ucraineană (100%)
Conform recensământului din 2001, toată populația localității Masleanka era vorbitoare de ucraineană (100%).